# Ярославская областная универсальная научная библиотека имени Н. А. Некрасова
Ярославская областная универсальная научная библиотека им. Н. А. Некрасова — крупнейшая библиотека Ярославля, основанная в 1902 году. Книжные фонды на 1 января 2010 года насчитывают более 2,7 млн изданий.

## История
Предшественником Ярославской областной универсальной научной библиотеки им. Н. А. Некрасова была публичная Пушкинская библиотека, которая была основана 10 (23) марта 1902 года ярославским земством и находилась в здании городского театра.
Возглавил библиотеку известный журналист и краевед Петр Андреевич Критский (1901-1906,1915-1919 гг.).
В 1913 году библиотека входила в число 12 крупнейших российских библиотек.
Статус губернской библиотеки она приобрела в 1919 году. В 1923 году библиотека перестала носить имя А. С. Пушкина и была переименована в Ярославскую центральную губернскую библиотеку. В 1936 году, когда была образована Ярославская область, библиотека стала именоваться областной.
Книжный фонд библиотеки в годы Великой Отечественной войны был представлен: 
социально-политической литературой — 3,2 тыс. экз.; 
естественно-научной — 5,5 тыс. экз.;
технической — 6,5 тыс. экз.; 
сельскохозяйственной — 2,4 тыс. экз.; 
художественной — 13,9 тыс. экз.; 
прочей — 9,3 тыс. экз.; 
литературой для слепых (по системе Брайля) — 0,5 тыс. экз.; 
брошюрами — 9,4 тыс. экз. 
К июню 1945 года книжный фонд составлял 51 тысячу экземпляров.
В 1946 г. 9 из 11 сотрудников библиотеки были награждены медалями«За доблестный труд в Великой Отечественной войне 1941−1945 гг.». Среди них:  — директор библиотеки;  — заведующая читальным залом;  — заведующая абонементом; ,  — старшие библиотекари;  — библиограф.
Имя Н. А. Некрасова и новое здание было получено библиотекой в 1967 году. Столетний юбилей Ярославской областной библиотеки праздновался в марте 2002 года.

С 2011 библиотекой руководит Кузнецова Елена Альбертовна.       
– Меняется общество, меняется спрос, меняются и библиотеки. Да, мы консервативная организация. Но мы же не библиотеки начала 20-го века. Мы живем в реальном времени и меняемся одновременно с обществом. -   Елена Альбертовна  Кузнецова  

## Проекты и фонды
В настоящее время Ярославская областная универсальная научная библиотека им. Н. А. Некрасова обслуживает центр правовой информации, Интернет-холл, и несколько тематических отделов. Фонды библиотеки насчитывают более 2.7 млн различных изданий.
Среди них особое место занимает коллекция из около 50 тыс. редких изданий — книг, рукописей, уникальных прижизненных изданий русских классиков, а также большая коллекция краеведческих материалов о Ярославле и области.
Из множества успешно реализованных проектов библиотеки выделяется проект Деметра (Ярославика), направленный на создание общей электронной базы материалов по краеведению.
Другой проект библиотеки, Музей ненужной книги, представляющий серию книжных выставок значимых самиздатовских, малотиражных или запрещавшихся цензурой изданий, получил грант фонда Дж. Сороса в 2002 году. Библиотека активно поддерживает движение буккроссинга и регулярно проводит акции обмена книг.
Каждый год проходят "Некрасовские дни", посвященные творчеству Николая Некрасова.

## Отделы
- Информационно-библиографический отдел
- Информационно-правовой и сервисный отдел
- Межбиблиотечный абонемент и электронная доставка документов
- Научно-методический отдел
- Организационно-массовый отдел
- Отдел абонемента
- Отдел гуманитарной литературы
- Отдел программного и технического обеспечения
- Отдел комплектования фондов
- Отдел краеведения
- Отдел литературы на иностранных языках
- Отдел литературы по искусству
- Отдел обработки литературы и организации каталогов
- Отдел организации и использования фондов
- Отдел регистрации, учёта и контроля читателей
- Отдел технической литературы
- Отдел редкой книги
- Сектор обменно-резервного фонда